# Don Newcombe
Donald „Don“ Newcombe, Spitzname Newk, (* 14. Juni 1926 in Madison, New Jersey; † 19. Februar 2019 in Los Angeles, Kalifornien) war ein US-amerikanischer Baseballspieler in den Negro Leagues und der Major League Baseball (MLB) auf der Position des Pitchers. 
Newcombe gewann mit den Brooklyn Dodgers 1955 die World Series. Zudem wurde er vier Mal in das All-Star-Team gewählt. Er war der erste Pitcher, der in seiner Karriere der Rookie of the Year (1949) und Most Valuable Player (1956) wurde sowie den Cy Young Award (1956) gewann. Es sollte 55 Jahre dauern, bis mit Justin Verlander der zweite Pitcher mit diesen Auszeichnungen geehrt wurde. 1949 war er der erste Schwarze, der in einem Spiel der World Series als startender Pitcher auflief. Newcombe war ebenso der erste schwarze Pitcher, der in der MLB 20 Spiele in einer Saison gewann.

## Biografie

### Frühes Leben, Negro Leagues und Minor Leagues
Newcombe wurde am 14. Juni 1926 als eines von fünf Kindern des Chauffeurs Roland und der Hausfrau Saddie Newcombe in Madison (New Jersey) geboren. Er wuchs in Elizabeth (New Jersey) auf und besuchte die dortige High School.
1944 gab er im Alter von 18 Jahren sein Debüt bei den Newark Eagles in den Negro Leagues. Nachdem er ein weiteres Jahr bei den Eagles gespielt hatte, unterzeichnete Newcombe einen Vertrag bei den Brooklyn Dodgers. Zusammen mit dem Catcher Roy Campanella spielte Newcombe von 1946 bis 1947 für das erste Baseballteam in den Vereinigten Staaten, in dem Schwarze und Weiße gemeinsam aufliefen, den Nashua Dodgers in der New England League.

### Profikarriere in der MLB
Im Alter von 23 Jahren gab Newcombe am 22. Mai 1949 gegen die St. Louis Cardinals sein Debüt in der MLB. Er wurde damit der dritte afroamerikanische Pitcher nach Dan Bankhead und Satchel Paige in der höchsten Spielklasse des US-amerikanischen Baseballs. Das Spiel verloren die Dodgers mit 2 zu 6. Trotzdem verhalf Newcombe mit 17 Wins, fünf Shutouts – die meisten der National League (NL) – und 32 aufeinanderfolgenden Innings ohne zugelassene gegnerische Punkte, den Dodgers zum ersten Platz in der NL nach der regulären Saison. Im selben Jahr wurde er ins All-Star-Team gewählt und wurde Rookie of the Year der NL. 1950 gewann er 19 Spiele und 20 in der darauffolgenden Saison, in der er mit 164 Strikeouts die MLB in dieser Statistik anführte.
Newcombe diente 1952 und 1953 im Koreakrieg und kam somit 1954 zu den Dodgers zurück, konnte aber nicht an seine Leistungen vor dem Kriegseinsatz anknüpfen. So kam er auf neun Siege und acht Niederlagen bei einer Earned Run Average (ERA) von 4.55. In der Saison 1955 fand er zu seiner alten Form zurück und hatte 20 Siege und 5 Niederlagen bei einer ERA von 3.20. Des Weiteren wurde Newcombe 1955 zum vierten Mal in das All-Star-Team gewählt und gewann die World Series mit den Dodgers. Die Saison 1956 sollte eine noch bessere Spielzeit für Newcombe werden. In dieser gewann er 27 Spiele, pitchte 139 Strikeouts bei einer ERA von 3.06, pitchte ebenso fünf Shutouts und spielte 18 komplette Spiele. Im selben Jahr wurde er zum Most Valuable Player (MVP) ernannt und mit dem Cy Young Award ausgezeichnet. Die World Series 1956 bestritten die Dodgers gegen die New York Yankees, verloren diese aber mit 3 zu 4 Spielen. Das letzte und entscheidende Spiel verlor Newcombe, indem er in drei Innings fünf Punkte abgab.
1958 zogen die Dodgers von Brooklyn nach Los Angeles und wurden zu den Los Angeles Dodgers. Dort konnte Newcombe jedoch kein Spiel gewinnen und verlor dafür sieben, mit einer ERA von 7.86, sodass er noch im selben Jahr zu den Cincinnati Redlegs wechselte. Dort beendete er die Saison mit einer Bilanz von je sieben gewonnen und verlorenen Spielen, bei einer ERA von 3.85. Newcombe spielte noch zwei weitere Jahre bei diesem Team, das sich 1959 in Cincinnati Reds umbenannte, konnte aber an seine vorherigen Leistungen bei den Dodgers nicht mehr anknüpfen und wechselte während der laufenden Saison zu den Cleveland Indians. Bei den Indians machte er noch 20 Spiele, gewann aber nur zwei.
1962 unterzeichnete Newcombe einen Vertrag bei den Chūnichi Dragons in der Nippon Professional Baseball (NPB) in Japan und spielte dort für ein Jahr, bevor er seine aktive Karriere endgültig beendete.

### Außerhalb des Spielfelds
Newcombe kam schon früh mit Alkohol in Kontakt, da seine Eltern regelmäßig tranken. Sein Vater braute Bier im Keller des Hauses. Er hatte in den 1950er- und 1960-Jahren Alkoholprobleme, konnte diese aber 1966 überwinden.
Newcombe war drei Mal verheiratet. Seine erste Frau Freddie heiratete er 1945. Diese Ehe wurde jedoch 1960 geschieden. Im selben Jahr heiratete er Billie Roberts, die er in Los Angeles kennen gelernt hatte. 1965 war Newcombe Pleite. Seine zweite Frau ließ sich 1994 von ihm scheiden. Aus diesen Ehen gingen drei Kinder hervor. 
Newcombe starb am 19. Februar 2019 im Alter von 92 Jahren.